# Wilhelm Fischer (Politiker, 1904)
Friedrich Wilhelm „Willy“ Fischer (* 26. März 1904 in Fürth; † 21. Oktober 1951 ebenda) war ein deutscher Politiker der SPD. 
Fischer war seit 1919 in der Gewerkschaft aktiv und gehörte seit 1930 der SPD an. 1934 wurde er für sieben Monate von den Nationalsozialisten in Haft genommen. Von 1940 bis 1945 nahm er als Soldat am Zweiten Weltkrieg teil, gegen dessen Ende er in Kriegsgefangenschaft geriet. Seit November 1945 war er Geschäftsleiter des Ernährungsamtes Fürth-Stadt und seit Juli 1948 Referent im Wohlfahrts- und Jugendamt der Stadt Fürth. Er war von 1948 bis zu seinem Tode Bezirksvorsitzender der SPD in Ober- und Mittelfranken.
1946 war Fischer Mitglied der Verfassunggebenden Landesversammlung in Bayern und von 1946 bis zu seinem Einzug in den Deutschen Bundestag Landtagsabgeordneter. Bei der ersten Bundestagswahl 1949 wurde er im Wahlkreis Nürnberg–Fürth direkt ins Parlament gewählt und gehörte ihm bis zu seinem Tode an. Im Jahr 1950 trat er mit einer 15-köpfigen Abgeordnetengruppe des Deutschen Bundestags eine einmonatige politische Studienreise in die Vereinigten Staaten an. 